# 徳島市八万小学校
徳島市八万小学校（とくしまし はちまんしょうがっこう）は、徳島県徳島市城南町四丁目にある公立小学校。通称は「八小」（はっしょう）。

## 沿革
- 1877年 - 二軒屋小学校、下八万南小学校を創立。
- 1878年 - 沖浜小学校を創立。
- 1879年 - 下八万北小学校を創立。
- 1886年 - 二軒屋小学校、下八万南小学校、沖浜小学校を廃校。
- 1886年 - 下八万北小学校を下八万尋常小学校と改称。
- 1890年 - 八万尋常小学校と改称。
- 1890年 - 八万東尋常小学校を設立。八万尋常小学校が八万西尋常小学校に改称。
- 1937年 - 徳島市八万尋常高等小学校と改称。
- 1941年 - 徳島市八万国民学校と改称。
- 1947年 - 徳島市八万小学校と改称。南分校、西分校設置。
- 1977年4月 - 徳島市八万南小学校創立に伴い校区縮小。
- 1977年6月 - 南分校、西分校閉校。

## 基礎データ
最寄駅
- JR牟岐線二軒屋駅

最寄バス停
- 徳島市交通局中津浦バス停
- 徳島市交通局南二軒屋町三丁目バス停

## 南分校
南分校（みなみぶんこう）は、かつて徳島市八万町法花185番地の2にあった分校である。1～3年生が通った。
所在地
- 〒770-8070 徳島県徳島市八万町法花185番地の2

通学区域
- 徳島市八万町（大野・犬山・法花・法花谷）

最寄駅
- JR牟岐線文化の森駅

最寄バス停
- 徳島市交通局犬山口バス停

## 西分校
西分校（にしぶんこう）は、かつて徳島市八万町下福万17番地にあった分校である。1～3年生が通った。
現在、跡地は、徳島市八万保育所となっている。
所在地
- 〒770-8074 徳島県徳島市八万町下福万17番地

通学区域
- 徳島市八万町（橋本・夷山・市原・銅の鳥居）

最寄駅
- JR牟岐線二軒屋駅

最寄バス停
- 徳島市交通局市原バス停

## 関連学校
- 徳島市八万幼稚園
- 徳島市八万中学校

## 通学区域が隣接している学校
- 徳島市八万南小学校
- 徳島市津田小学校
- 徳島市昭和小学校
- 徳島市富田小学校
- 徳島市新町小学校
- 徳島市佐古小学校
- 徳島市加茂名小学校